# 子どもの性的搾取及び性的虐待からの保護に関する条約
子どもの性的搾取及び性的虐待からの保護に関する条約は子どもに対する性的虐待を特定の犯罪とするための欧州評議会における多国間条約の合意である。これは家庭や家族間で行われる児童性的虐待を犯罪とする初めての国際条約である。

## 内容
条約の批准国は、そのような行動が発生した状況に関わらず性的同意年齢未満の子どもたちとの性的行為を犯罪とすることに同意し、児童買春と児童ポルノを犯罪化することを義務付ける。条約は、子どもの性的搾取や虐待を防止するための訓練と教育を子どもに行うこと、犯罪者の監視、子どもと一緒に仕事やボランティア活動をする人間をふるいにかける事を含め、いくつかの対策を定めている。

## 締結と施行
条約は2007年10月25日にスペインのランサローテ島で締結・調印された。欧州評議会の加盟国は全てが条約に署名した。署名が最後になったのはスロバキアで2016年3月であった。条約は2010年7月1日から5ヶ国を手始めに施行が開始された。

## 加盟国
2021年8月時点で条約は以下の47ヶ国により批准されている。
- アルバニア
- アンドラ
- アルメニア
- オーストリア
- アゼルバイジャン
- ベルギー
- ボスニア・ヘルツェゴビナ
- ブルガリア
- クロアチア
- キプロス
- チェコ
- デンマーク
- エストニア
- フィンランド
- フランス
- ドイツ
- ジョージア
- ギリシャ
- ハンガリー
- アイスランド
- イタリア
- ラトビア
- リヒテンシュタイン
- リトアニア
- ルクセンブルク
- ポーランド
- 北マケドニア
- マルタ
- モルドバ
- モナコ
- モンテネグロ
- オランダ
- ノルウェー
- ポルトガル
- ルーマニア
- ロシア
- サンマリノ
- セルビア
- スロバキア
- スロベニア
- スペイン
- スウェーデン
- スイス
- チュニジア
- トルコ
- イギリス
- ウクライナ

条約は欧州評議会参加国を念頭に置いて策定されているが、条約は欧州評議会のオブサーバー国であれば世界のどの国であっても加盟することができる。しかしサイバー犯罪条約とは対照的に、欧州評議会以外の国では2020年に批准したチュニジアを除いて署名も批准もされていない。